# Магерёйа
Ма́герёйа, встречаются также варианты написания Магерёйя и Магерё (норв. Magerøya — бедный остров) — принадлежащий Норвегии остров в Баренцевом море у побережья Скандинавского полуострова.
На острове находятся мысы Нордкап и Кнившелльодден. Магерёйа входит в коммуну Нордкап, её административный центр Хоннингсвог находится на южной оконечности острова. Основные занятия жителей — рыболовство и обслуживание туристического комплекса на Нордкапе.
Ландшафт представляет собой луговую тундру, берега острова изрезаны фьордами. Площадь — 436,6 км² Наивысшая точка — 417 м, высота мыса Нордкап — 307 м.
Первые поселения на острове датируются примерно 8300 г. до н. э. В 1999 году был построен подземный тоннель длиной 6,87 км, соединивший Магерёйю с материковой Норвегией.